# Congresso di Angostura

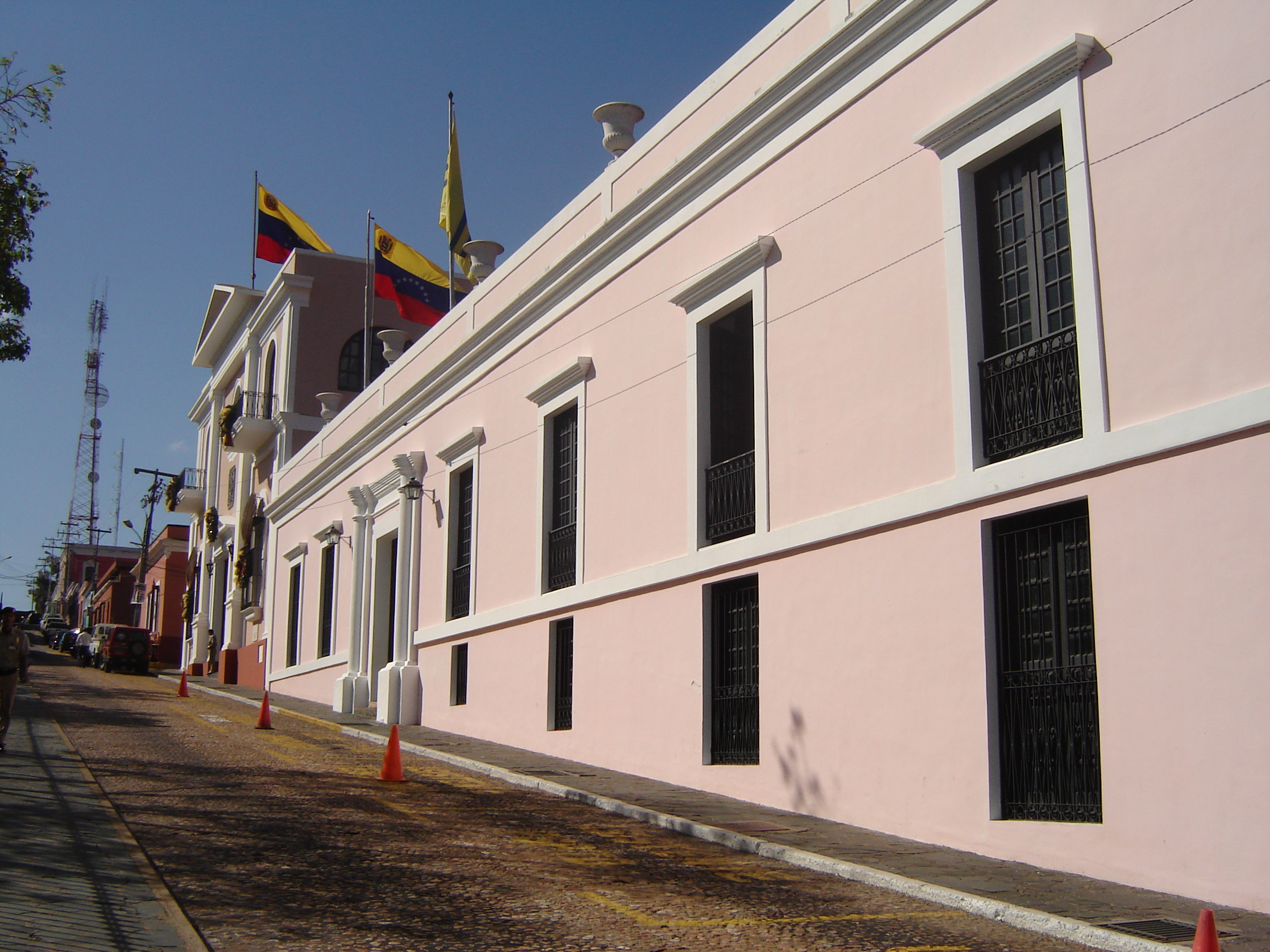
Casa del Congresso di Angostura

ll Congresso di Angostura fu convocato da Simón Bolívar e si svolse ad Angostura (oggi Ciudad Bolívar) durante le guerre di Indipendenza della Colombia e del Venezuela, culminando con l'annuncio della Gran Colombia. Si riunì dal 15 febbraio 1819 al 31 luglio 1821, quando iniziò la sessione del Congresso di Cúcuta. Consisteva di ventisei delegati in rappresentanza del Venezuela e della Nuova Granada (oggi Colombia).

## Antefatto storico
Parti importanti dei paesi erano ancora sotto il dominio spagnolo, quindi le elezioni si svolsero solo nelle aree del sud del Venezuela e dell'Isola Margarita controllate dalle forze patriote. I delegati della Nuova Granada furono scelti tra gli esuli che combattevano accanto ai patrioti venezuelani. Nel suo primo incontro del 19 febbraio 1819, Bolivar tenne il suo famoso discorso ad Angostura, ma non tutte le proposte in essa contenute furono accettate (in particolare i suggerimenti di un presidente per la vita cerimoniale altamente esaltato che avrebbe governato attraverso potenti ministri responsabile verso il parlamento e un senato ereditario, entrambi modellati sull'esempio britannico, e un "quarto" ramo del governo, quello "morale", vagamente modellato sull'Areopago classico).
Il Congresso di Angostura è considerato il secondo congresso legislativo del Venezuela, il primo è quello che si è riunito nel 1811. Il suo atto legislativo culminante fu la Costituzione venezuelana del 1819, adottata ufficialmente il 15 agosto, ma rapidamente resa obsoleta dalla creazione della Repubblica di Colombia, 17 dicembre 1819. Questa nuova nazione si unì a Venezuela, Nuova Granada e Quito (oggi Ecuador). Per differenziarla dall'attuale Repubblica di Colombia, gli storici hanno tradizionalmente chiamato la nazione Gran Colombia. Una costituzione per la nuova nazione fu creata al Congresso di Cúcuta nell'agosto 1821.
Il congresso ha istituito tre grandi dipartimenti per il nuovo paese: Venezuela (corrispondente al paese moderno del Venezuela), Cundinamarca (quella che oggi è la Colombia, Panama e alcune parti dell'America centrale) e Quito (oggi l'Ecuador). Simon Bolívar è stato eletto presidente, vicepresidente Francisco Antonio Zea, vicepresidente del Venezuela Juan Germán Roscio e vicepresidente Francisco de Paula Santander di Cundinamarca.

## La legge fondamentale della Repubblica di Colombia (1819)

### Contenuti dellaLegge Fondamentale
Il 17 dicembre 1819, la Legge fondamentale della Repubblica di Colombia  ("Ley Fundamental de Colombia", in spagnolo) è stata emanata dai deputati nella città di Angostura (oggi Ciudad Bolívar). Consisteva in quattordici articoli in cui la Repubblica di Gran Colombia stabilì la sua struttura politica, considerando il fatto che "le province del Venezuela e della Nuova Grenada (sic)" sono "unite in una sola repubblica" che non sopporterebbero se divise in due differenti nazioni, anche se sono "unite dai vincoli di chiusura". Pertanto, la nascita della Gran Colombia verrebbe creata "per necessità e interesse reciproco".
Fondamentalmente, il documento ha spiegato come la Colombia sarebbe stata una nazione indipendente, in relazione ai motivi che hanno motivato l'unione politica del Venezuela e della Nuova Granada. Quindi, la Legge fondamentale della Repubblica di Colombia è la seguente:
1. Dal 1819, la Repubblica di Colombia è stata creata dalla fusione di Venezuela e Nuova Granada, entrambe nazioni con sistema repubblicano.
2. Il capitano del Venezuela e il vicereame di New Granada uniscono i loro territori, che comprendono "un'estensione di centoquindicimila leghe quadrate".
3. Il  debito nazionale della Colombia  consolida " in solidum " i debiti sia del Venezuela che di New Granada.
4. Il potere esecutivo è nelle mani del presidente e del vicepresidente, "entrambi nominati provvisoriamente dal presente congresso".
5. Venezuela, Quito e Cundinamarca sono i tre grandi dipartimenti della Gran Colombia; il nome dell'ultimo sostituisce la vecchia Nuova Granada. Le loro rispettive capitali sono Caracas, Quito e Bogotà.
6. I dipartimenti hanno amministrazioni e capi superiori.
7. La capitale della Colombia prende il nome da Bolivar. Il "luogo e la situazione" devono essere determinati dal congresso.
8. Rosario de Cúcuta sarà il villaggio in cui si riunirà il congresso della Colombia, nel gennaio 1821.
9. Il congresso formerà la Costituzione della Repubblica di Colombia.
10. Allo stesso modo, il congresso determinerà "le armi e la bandiera della Colombia". I colori saranno quelli venezuelani, poiché erano "più conosciuti".
11. Il 15 gennaio 1820, il congresso "aggiornerà"; quindi possono aver luogo nuove elezioni per il congresso.
12. Il congresso sarà sostituito da un comitato di sei membri e un presidente.
13. Il 25 dicembre 1819, "in commemorazione della nascita del Salvatore del mondo", la Repubblica di Colombia sarà proclamata attraverso celebrazioni pubbliche.
14. La suddetta data, ovvero dicembre, sarà l'anniversario della Repubblica, a causa della sua "rigenerazione politica".

### Deputati che firmarono laLegge fondamentale
Alla fine della Legge fondamentale sono state apposte le firme di Francisco Antonio Zea, che era il presidente del congresso, e di Diego de Vallenilla, vice e segretario. Altri politici che hanno firmato il documento sono stati: Juan Germán Roscio, Manuel Sedeño, Juan Martínez, José España, Luis Tomás Peraza, Antonio M. Briceño, Eusebio Afanador, Francisco Conde, Diego Bautista Urbaneja, Juan Vicente Cardozo, Ignacio Muñoz, Onofre Basalo, Domingo Alzuru, José Tomás Machado e Ramón García Cádiz.
Infine, Simón Bolívar ha approvato la stampa, la pubblicazione e l'attuazione della Legge fondamentale, con il timbro dello Stato.